# Сан-Бенту (станция)
Сан-Бе́нту (порт. Estação de São Bento) — железнодорожный вокзал в городе Порту, в Португалии. Вокзал расположен на площади Алмейда Гаррет в центре города. Управляется компанией Comboios de Portugal. Открыт в 1916 году, славится панно из азулежу, которые изображают сцены из истории Португалии.

## История
Название происходит от бенедиктинского монастыря, построенного на этом месте в XVI веке. Монастырь стал жертвой пожара в 1783 году, позже был перестроен и закрыт в результате либеральной реформы в 1892 году. В контексте расширения железнодорожной системы на территории Португалии монастырь был снесён. В 1900 году Король Карлуш I заложил первый камень в здание вокзала. Проект был поручен городом Порту архитектору Жозе Маркеш да Силва, который спроектировал здание под влиянием французской школы архитектуры.

## Услуги
Станция Сан-Бенту — конечная станция северного направления на пригородных линиях железных дорог. Отсюда начинаются железнодорожные линии Минью и Доуру. Все поезда, следующие из Сан-Бенту, проезжают станцию Кампанья, которая считается главным железнодорожным междугородным вокзалом.

## Плитка

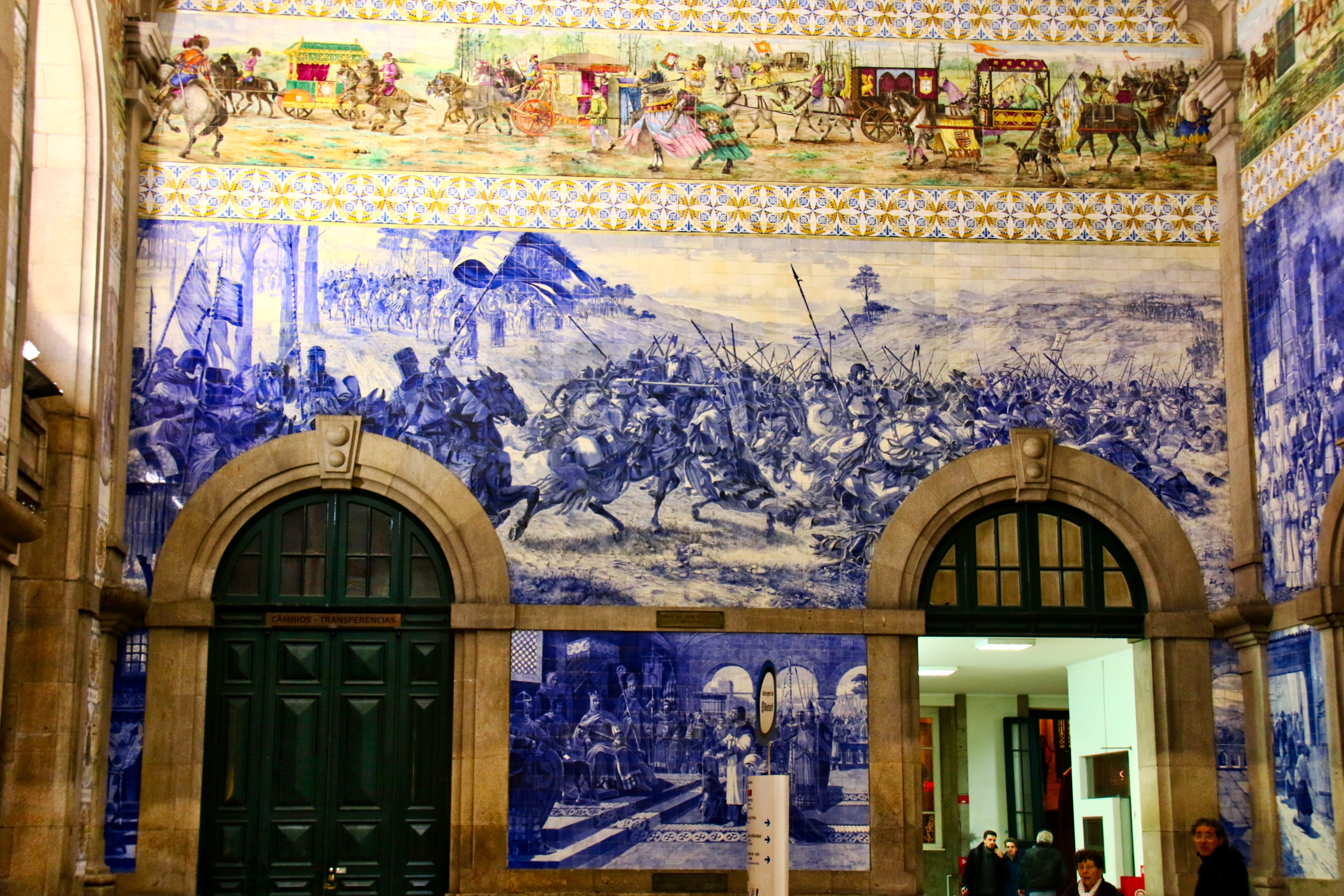
Азулежу на вокзале Сан-Бенту

Наиболее примечательное в интерьере Сан-Бенту — это великолепные плиточные панели в вестибюле вокзала. Первые плитки были выставлены 13 августа 1905 года.
Панно изображают пейзажи, этнографические сюжеты, а также исторических персонажей и события, например рыцаря Эгаш Мониш и Альфонсо VII Леона (XII век), Битву при Аркуш-де-Валдевеш (1140), прибытие короля Жуана I и Филиппы Ланкастер в Порту (1387) и завоевание Сеуты (1415).

## Транспортное сообщение
Вокзал находится вблизи остановки трамвая 22 и нескольких автобусных маршрутов, а также недалеко от станции метро линии D.